# Bessie MacNicol
Elizabet Bessie MacNicol (Glasgow, Escocia, 5 de julio de 1869-Ibidem, 4 de julio de 1904), fue una pintora escocesa considerada una figura relevante del grupo de artistas surgidos de la Escuela de Glasgow.

## Biografía
Bessie MacNicol nació en Glasgow, Escocia, el 5 de julio de 1869, siendo hija de Peter MacNicol, maestro y director de escuela, y de Mary Ann Matthews. Su familia era numerosa pero varios de sus hermanos, incluyendo a su hermana gemela, Mary, murieron en la infancia. Sobrevivieron dos hermanas, con las que compartió su niñez y su inclinación por la música. En los veranos, su salud se veía disminuida por padecer de rinitis alérgica pero sobrellevaba su malestar con un carácter fuerte y la compañía de un amplio círculo de amigos y amigas. En 1887, ingresó en la Escuela de Glasgow en la que permaneció hasta 1893. Viajó a París para completar sus estudios de arte en la Académie Colarossi. Así, formó parte de la primera ola de mujeres artistas que viajaban a París para profundizar en su formación artística, del mismo modo que sus colegas masculinos habían estado haciendo desde hacía generaciones. Sin embargo parece que a ella la estancia en Académie Colarossi no le aportó demasiado, sintiéndose más bien reprimida que animada.
Al regresar a Escocia, volvió a vivir con su familia, aunque no tardó en adquirir un estudio en la calle San Vicente.  Expuso por primera vez en 1893, Fifeshire Interior en la Royal Scottish Academy (única vez que expuso allí) y Study of a Head en el Royal Glasgow Institute. Siguió exponiendo en Stephen Goodden Art Rooms, Glasgow, en 1895, y en 1896 en la Munich Secession Exhibition. Ese mismo año, pintó junto a Edward Atkinson Hornel, uno de los destacados integrantes de Glasgow boys, en la colonia de artistas de Kirkcudbright, en Dumfries y Galloway.
En 1889 se casó con Alexader MacNicol Frew, médico y artista, del que quedó embarazada pero murió poco antes del parto, a los 34 años, y su hijo no nació. Su marido volvió a casarse poco antes de suicidarse en 1908, y su segunda esposa vendió la casa y todas las obras de MacNicol ese mismo año, que es probablemente la razón por la que se conocen tan pocas obras de esta pintora; tan solo existen algunas cartas y fotografías, pero tampoco cuadernos de bocetos.

## Obra
Sus pinturas tienen influencia de los Glasgow boys, en cuanto al empleo del color y el pintar en el plenairismo, a la manera de la Escuela de Barbizón. Algunas de sus obras están influenciadas por el impresionismo de James McNeill Whistler. Es una artista con un magistral dominio del color, la luz, y las texturas de pintura. Se destaca por sus retratos, de sólida composición y hondura psicológica. un escritor contemporáneo a ella llegó a compararla con Berthe Morisot. Cómo está última, a menudo mujeres jóvenes vestidas a la moda y posando en exteriores, pero con un distintivo moteado de sombras de hojas que crea un fuerte patrón de alternancia entre la luz y la oscuridad. Expuso en Escocía y Londres, así como en varias ciudades europeas y norteamericanas.
Se la considera parte del grupo denominado Glasgow Girls, entre las que también están Margaret MacDonald, Frances MacDonald, Jessie M. King, Jessie Wylie Newbery, Ann Macbeth, y Norah Neilson Gray. Las Glasgow Girls aparecieron en una exposición itinerante de 1990 organizada por el comisario Jude Burkhauser y que se hizo por primera vez en el Kelvingrove Art Gallery and Museum de Glasgow. Su trabajo puede verse en el Kelvingrove Museum así como en el Hunterian Museum and Art Gallery de Glasgow. Se la considera una de las más importantes artistas de Escocia.